# Amin Mirzazade
Amin Mirzazade (pers. امین میرزازاده; ur. 8 stycznia 1998) – irański zapaśnik walczący w stylu klasycznym. Dwukrotny olimpijczyk. Brązowy medalista olimpijski z Paryża 2024 w kategorii 130 kg, a także zajął piąte miejsce w Tokio 2020 w tej samej wadze. Mistrz świata w 2023; drugi w 2022 roku. 
Triumfator igrzysk azjatyckich w 2022. Mistrz Azji w 2020,  2023 i 2024. Brązowy medalista igrzysk wojskowych w 2019. Mistrz świata juniorów w 2018; trzeci w 2017. Mistrz Azji juniorów w 2018. Mistrz świata U-23 w 2021. Mistrz świata i Azji kadetów w 2015 roku.